# إيريدومي

القمر إيريدومي (بالإنجليزية: Eurydome)‏ المعروف أيضاً باسم المشتري الثاني والثلاثين (بالإنجليزية: Jupiter XXXII)‏ هو قمر طبيعي غير نظامي يتحرك بحركة تراجعية تابع لكوكب المشتري.
و ينتمي هذا القمر إلى مجموعة باسيفي المكونة جميعها من أقمار غير نظامية وتتحرك بحركة تراجعية دائرة حول المشتري على مسافة تتراوح بين 22.8 و 24.1 جيجامتر وزاوية ميلان تتراوح تقريباً بين 144.5° و 158.3°.

## اكتشافه
اكتشف هذا القمر فريق من علماء الفلك من جامعة هاواي بقيادة سكوت شيبارد في عام 2001 للميلاد، وتمت تسميته مؤقتاً بالاسم S/2001 J 4.
تمت تسمية القمر رسمياً في أغسطس عام 2003 م نسبة إلى إيريدومي التي يقال حسب الميثولوجيا الإغريقية أنها والدة إلهات الحُسن من زيوس.

## خصائصه
يدور هذا القمر حول كوكب المشتري على مسافة متوسطة تبلغ 23,231 ميغامتر في 723.359 يوماً، بزاوية ميل يبلغ قدرها 149 درجة في اتجاه (°147 من خط الاستواء في المشتري) حسب مسير الشمس مع شذوذ مداري يبلغ قدره 0.3770.
و يبلغ قطر هذا القمر حوالي 3 كيلومترات.